# Saint-Maximin (Gard)
 Saint-Maximin  es una población y comuna francesa, situada en la región de Languedoc-Rosellón, departamento de Gard, en el distrito de Nimes y cantón de Uzès.

## Demografía
| 243 | 255 | 278 | 393 | 628 | 630 |
| Para los censos de 1962 a 1999 la población legal corresponde a la población sin duplicidades (Fuente: INSEE [Consultar]) |     |     |     |     |     |